# Чарльз Голден
Чарльз Генрі Голден ФРІБА, MRTPI, RDI (англ. Charles Holden; (12 травня 1875 , Болтон, Великий Манчестер  — 1 травня 1960 , Велвінd, Гартфордшир ) — англійський архітектор, найбільш відомий проєктуванням багатьох станцій лондонського метрополітену в 1920-х і 1930-х роках, Брістольської центральної бібліотеки, штаб-квартири Компанії підземних електричних залізниць Лондона на Бродвеї, № 55, а також Будинку Сенату Лондонського університету. Також спроєктував багато військових кладовищ у Бельгії та на півночі Франції для Імперської комісії з військових могил.
Після роботи та навчання в Болтоні та Манчестері Голден переїхав до Лондона. На його ранні проєкти будівель вплинув рух мистецтв і ремесел, але протягом більшої частини своєї кар'єри він відстоював стиль без прикрас, заснований на спрощених формах без зайвої помпезності, вважаючи це непотрібними декоративними деталями.  Чарльз Голден твердо вірив, що архітектурні проєкти мизначатись, перш за все, функціональним призначенням конкретної будівлі. Після першої світової війни він дедалі більше спрощував свій стиль, а його проєкти ставали стриманими та модерністськими під впливом розвитку європейської архітектури. Входив до складу Асоціації дизайну та промисловості, а також Гільдії працівників мистецтва. Створив завершені проєкти для своїх будівель, включаючи дизайн інтер'єру та архітектурне облаштування.
Хоча не без критики, його архітектурна спадщина широко оцінена. У 1936 році був нагороджений Королівською золотою медаллю за розроблення архітектурного проєкту Королівського інституту британських архітекторів (RIBA), а в 1943 році був призначений Королівським дизайнером промисловості. Його проєкти станцій лондонського метрополітену стали стандартним дизайном корпорації, що вплинуло на проєкти всіх архітекторів, які працювали в організації в 1930-х роках. Багатьом із його будівель надано статус пам'яток, що захищає їх від несанкціонованих змін. Він двічі відхиляв пропозицію стати лицарем.

## Ранній життєпис
Чарльз Генрі Голден народився 12 травня 1875 року в Грейт-Левері у Болтоні, п'ятою та наймолодшою дитиною Джозефа Голдена (1842—1918), художника-модельєра та модистки Еллен (уродженої Бротон, 1841—1890) Голден. Дитинство Чарльза було затьмарене банкрутством його батька в 1884 році та смертю матері в 1890 році. Після втрати бізнесу його батька сім'я переїхала за 24 км до Сент-Геленса, де батько повернувся до свого попереднього ремесла і працював токарем та слюсарем. Саме в цьому місті Чарльз Голден навчався у декількох школах. 
Недовгий час працював лаборантом і клерком на залізниці в Сент-Геленсі. Протягом цього періоду Чарльз Голден також відвідував уроки креслення в Християнській асоціації для юнаків (YMCA) і мріяв про кар'єру інженера на підприємстві сера Дугласа Фокса.  У 1891 році він почав працювати на свого зятя, Девіда Фредеріка Гріна, землеміра та архітектора в Болтоні.  У квітні 1892 року був приписаний до манчестерського архітектора Еверарда В. Лісона і, навчаючись у нього, також відвідував заняття в Манчестерській школі мистецтв (1893—1894) та Манчестерській технічній школі (1894—1896). 
Працюючи та навчаючись у Манчестері, Голден потоваришував із художником Мюрхедом Бовном та своїм майбутнім шурином Френсісом Доддом.  Приблизно в цей час Голден познайомився з творами Волта Вітмена і потоваришував з Джеймсом Вільямом Воллесом і низкою членів Вітменівського товариства Болтона, відомого як « Коледж Ігл-стріт».  Твори Вітмена та Генрі Девіда Торо, Ральфа Волдо Емерсона та Едварда Карпентера мали великий вплив на життя Чарльза Голдена.  Він включив багато їхніх філософських та життєвих принципів у свій стиль життя та метод роботи. 
У 1895 і 1896 роках Голден подав проєкти на конкурси Building News Designing Club під псевдонімом «Сова».  Хоча кількість конкурсних робіт не завжди була великою, з дев'яти конкурсних робіт Голден здобув п'ять перших місць, три другі місця та одне третє місце.   У 1897 році він брав участь у конкурсі на престижний Медальйон Соана RIBA для студентів-архітекторів. З чотирнадцяти робіт, робота Голдена на тему конкурсу «Провінційний ринок» посіла третє місце.  Голден описав дизайн своїх робіт як натхненний роботами Джона Белчера, Едгара Вуда та Артура Бересфорда Пайта.

## Сімейне життя

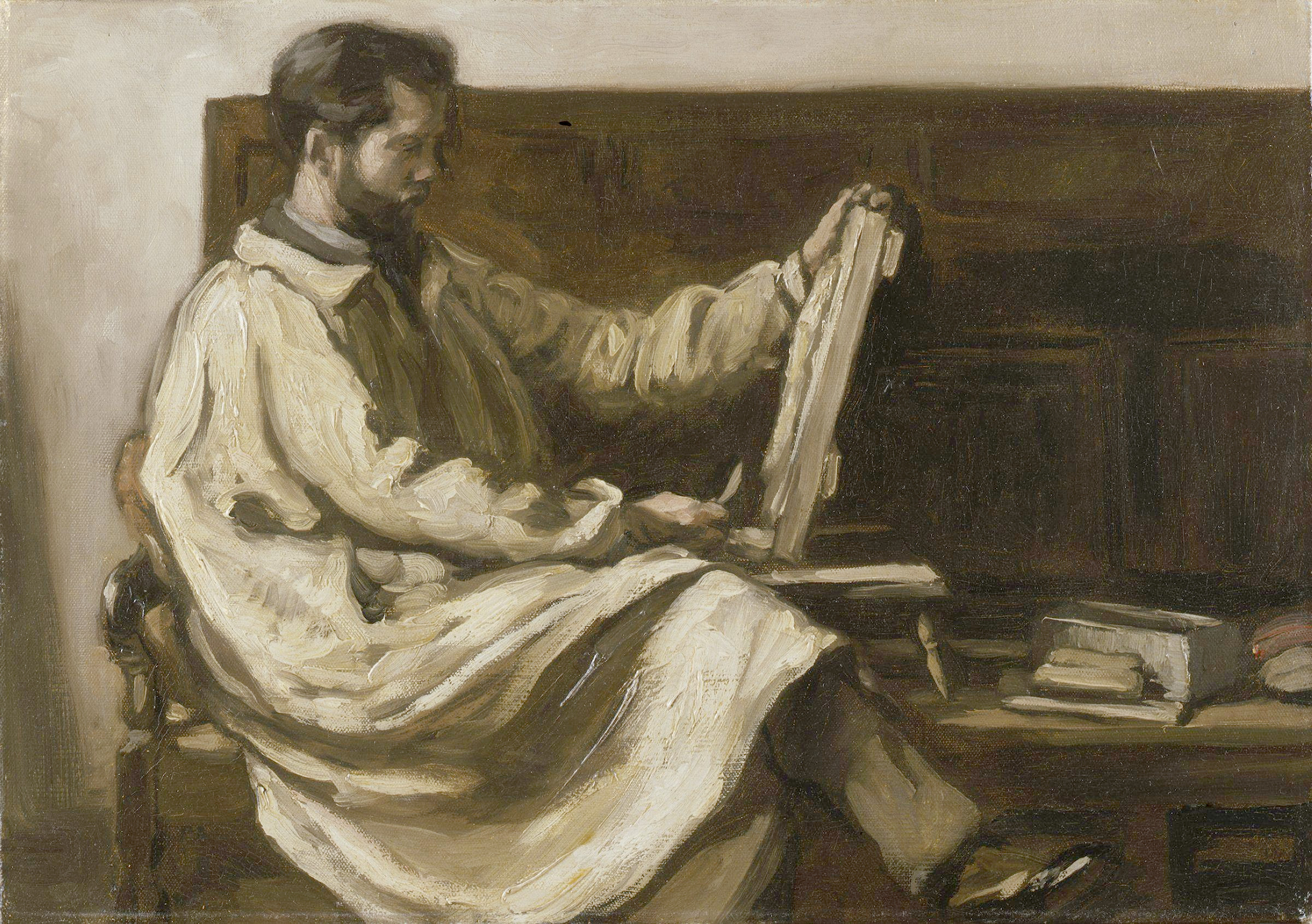
Портрет Чарльза Голдена Бенджаміна Нельсона, 1910 рік

З 1898 року Голден перебував у цивільному шлюбі з Маргарет Стедман (уродженою Макдональд, 1865—1954), медсестрою та акушеркою. Їх познайомила старша сестра Голдена, Еліс, і вони стали друзями через спільний інтерес до Вітмена.  Стедман розлучилася зі своїм чоловіком Джеймсом Стедманом, викладачем університету, через його зловживанням алкоголем.  Стедмен та її чоловік ніколи не були розлучені, і, хоча вони з Голденом жили разом як подружня пара, і Чарльз Холден називав її своєю дружиною, стосунки ніколи не були офіційно оформлені, навіть після смерті Джеймса Стедмена в 1930 році. 
Голдени жили в передмісті Норбітона, графство Суррей (нині Королівський район Кінгстон-апон-Темс) до 1902 року, коли вони переїхали до Кодікота в Гартфордширі. Приблизно в 1906 році вони переїхали в Хармер-Грін поблизу Велвіна, де Чарльз Голден спроєктував для них будинок.  Він був просто мебльований, і подружжя жило звичайним життям, яке Джанет Ешбі описала в 1906 році як «банани та чорний хліб на столі; відсутність гарячої води; простий спосіб життя, роздуми та напружена діяльність для покращення світу». У пари не було спільних дітей, хоча у Маргарет був син Аллан від шлюбу.   Чарльз і Маргарет Голден прожили в Harmer Green до кінця свого життя. 

## Діяльність

### Рання кар'єра
Голден залишив практику Лісона в 1896 році та працював на Джонатана Сімпсона в Болтоні в 1896 і 1897 роках, працюючи над проєктами будинків там і в Порт-Санлайті , а потім переїхав до Лондона, щоб працювати на дизайнера руху мистецтв і ремесел Чарльза Роберта Ешбі. Співпраця з Ешбі була нетривалою, і в жовтні 1899 року Чарльз Голден став головним асистентом у практиці Г. Персі Адамса, де він залишався до кінця своєї кар'єри. 

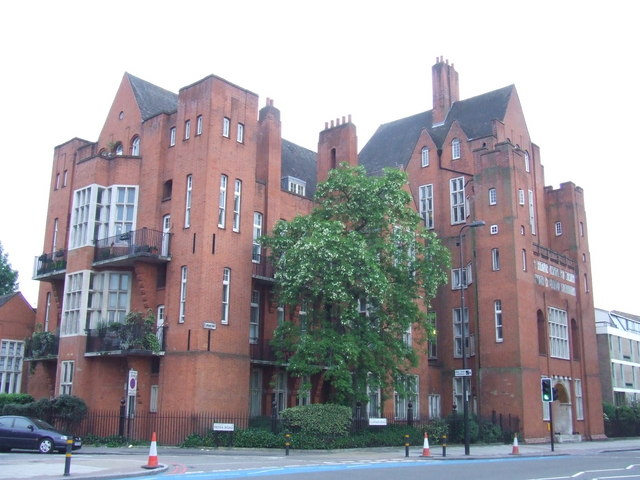
Дитяча лікарня Белгрейв

Кілька ранніх проєктів Голдена були розроблені для будівництва лікарень, на яких спеціалізувалась практика Адамса. На цьому ранньому етапі своєї кар'єри він розробляв проєкти в різноманітних архітектурних стилях, залежно від обставин, відображаючи вплив ряду архітекторів.  Невдовзі Чарльз Голден взяв на себе відповідальність за більшість дизайнерських робіт практики.  З 1900 по 1903 рік Голден вивчав архітектуру ввечері в школі Королівської академії мистецтв.  Він також продовжував створювати проєкти у вільний час для свого зятя та Джонатана Сімпсона. 
Фасади із червоної цегли дитячої лікарні Белгрейв у Кеннінгтоні, південний Лондон, створені в 1900—1903 роках у стилі руху мистецтва та ремесел були створені під впливом Філіпа Вебба та Генрі Вілсона. Чарльз Голден спроєктував круті дахи, кутові вежі та кам'яні вікна.   Будівля, тепер переобладнана під квартири, внесена до списку ІІ категорії*. 
У 1902 році Голден виграв архітектурний конкурс на проєкт Брістольської центральної бібліотеки. Фасади в стилі епохи Тюдорівського відродження з каменю включають модерністські елементи, що доповнюють сусідні ворота Абатства Бристольського собору. На передньому фасаді є вікна-еркери та групи скульптур ДЖеффрі Чосера, Беда Преподобного та Альфреда Великого роботи Чарльза Пібворта.  Внутрішній дизайн класичний, меблі розроблені Голденом, а різьблення по каменю — переважно Вільямом Омоньє.  Історик архітектури сер Ніколаус Певзнер описав його як «вільний нео-тюдорівський» та «надзвичайно красивий», а Андор Гомме як «один із величних шедеврів раннього модерну». Його порівнювали зі Школою мистецтв у Глазго Чарльза Ренні Макінтоша, та іноді припускають, що проєкти Макінтоша для пізнішої частини школи були натхненні проєктами Голдена , хоча Певзнер зазначив, що проєкти Макінтоша були започатковані раніше.  Будівля занесена до списку I ступеня. Будівля занесена до списку І категорії.

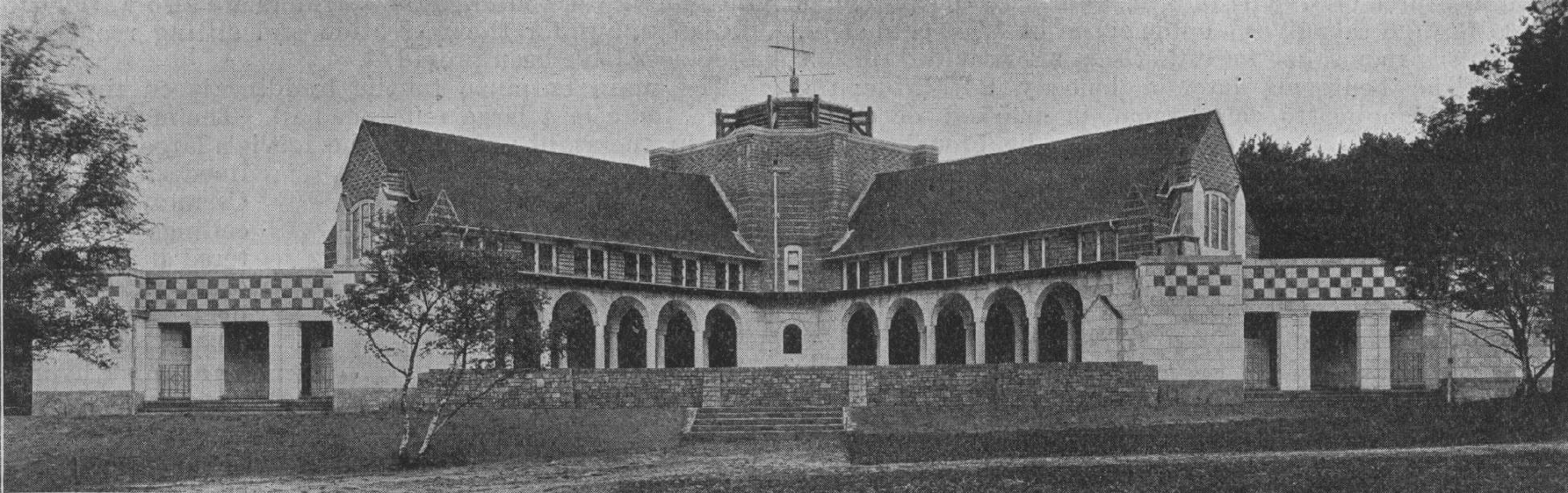
V-подібна каплиця санаторію короля Едуарда VII (план)

У Мідгерсті Західного Сассекса Голден розробив фасади в стилі Тюдорів для санаторію короля Едуарда VII (1903—1906), будівництво якого фінансував сер Ернест Кассель. Будівля має довгі крила кімнат, що виходять на південь, щоб максимізувати вплив сонячного світла та свіжого повітря на пацієнтів. Дизайн будівлі відповідає навколишньому сільському краєвиду, фасади виконані в місцевому стилі з облицюванням плиткою.  Певзнер назвав це «безумовно, однією з найкращих будівель на той час у країні» та «моделлю того, як слід будувати дуже великі установи».  Він також спроєктував V-подібну каплицю санаторію під відкритим небом, щоб її можна було використовувати як для богослужінь.  Обидві будівлі внесено до списку II класу*. Список приміщень інших лікарень, які він спроєктував у цей період, включають Британську лікарню моряків у Стамбулі (1903—1904) та Жіночу лікарню в Сохо, центральний Лондон (1908). 
Для Юридичного товариства Чарльз Голден спроєктував (1902—1904) спрощену неокласичну прибудову до існуючої будівлі, спроєктованої Льюїсом Вулліамі, на Чансері-Лейн із зовнішніми скульптурами Чарльза Пібворта та інтер'єром декоративно-прикладного мистецтва з панелями з різьбленням Вільяма Омоньє та фризами Конрада Дреслера.   Певзнер вважав фасади маньєристськими: «Модний термін маньєризм тут можна використовувати законно; оскільки Голден справді замінив існуючі класичні мотиви на архітектуру маньєризму в Чінквеченто».
 
У 1906 році Голден виграв архітектурний конкурс на проєктування нової штаб-квартири Британської медичної асоціації на розі вулиць Стренд та Агар-стріт (нині Zimbabwe House). Шестиповерхова L-подібна будівля замінила ряд будівель на ділянці, яку вже займала Асоціація, і забезпечила її розміщенням для зали ради, бібліотеки та офісів на верхніх поверхах над приміщенням для магазинів на першому поверсі та в підвалі. Описана Пауерзом будівля у стилі «класицизму, зведеного до геометричних форм»,  мала перші три поверхи облицьовані сірим корнішським гранітом з портлендським каменем нагорі. На другому поверсі була розташована суперечлива серія скульптур висотою 2,1 метра англійського та американського скульптора і графіка Джекоба Епстайна.   Будівля занесена до списку II класу*. Alastair Service вважав це «можливо, своєю найкращою будівлею в Лондоні». 
У 1909 році Голден виграв конкурс на здійснення проєкту розширення Бристольської королівської лікарні. Згодом присвячене пам'яті короля Едуарда VII (помер у 1910 році), розширення проведене у 1911—1912 роках на крутому схилі, для якого Голден спроєктував зв'язану пару портлендських блоків з каменем навколо внутрішнього двору. Прості, абстрактні блоки з вежами на кутах і двоповерховими лоджіями, представили спрощенням стилю Голдена.  

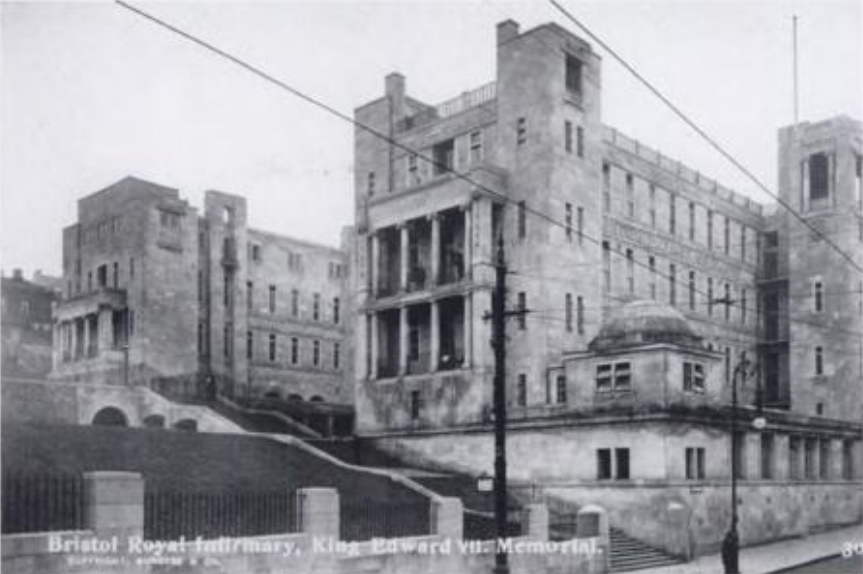
Меморіал короля Едуарда VII, Бристольська королівська лікарня

Фірма з 1907 року йменувалася Adams & Holden, коли Голден став партнером, а наступного року — Adams, Holden & Pearson з приєднанняя Лайонела Пірсона. У 1913 році Голден був нагороджений медаллю Годвіна RIBA та грантом у розмірі 65 фунтів стерлінгів на навчання питанням архітектури за кордоном. Він подорожував до Америки в квітні 1913 року і навчався в американських університетах, готуючись до проєкту Королівського жіночого коледжу в Кенсінгтоні, створеного під впливом Крістофера Рена.   До Першої світової війни Голден створив модерністські офісні будівлі в Голборні та Оксфорд-стріт, розширення з червоної цегли Шир-холу Альфреда Вотерхауса в Бедфорді та Школа мистецтв і ремесел Саттон Валенс у Кенті. 

Голден також працював з Епстайном над могилою Оскара Вайлда на кладовищі Пер-Лашез у Парижі (1911—1912).  У 1915 році він був членом-засновником Асоціації дизайну та промисловості, а з 1917 року став членом Гільдії працівників мистецтва.  Голден також створив проєкти для будівництва Королівського госпіталя Стратклайду (1901), Манчестерської королівської лікарні (1904), Окружної ради (1907), Національної бібліотеки Уельсу (1909), Ратуши Ковентрі (1911) та будівлі Торгової ради (1915), однак вони були неуспішними. 

### Військові кладовища та меморіали
Голдени розділяли сильне почуття особистого обов'язку та служіння. Під час Першої світової війни Маргарет Голден приєдналася до «Надзвичайного комітету друзів для допомоги німцям, австрійцям і угорцям, які потрапили в біду», який допомагав біженцям з цих країн, які опинилися в Лондоні через військовий конфлікт. Чарльз Голден служив у лондонській колоні швидкої допомоги Червоного Хреста як носій нош, перевозячи поранених військ із станцій Лондона до його лікарень. Голден також служив на пожежній вахті в соборі Святого Павла між 1915 і 1917 роками .
3 жовтня 1917 року Голден був призначений тимчасовим лейтенантом армійського Управління реєстрації могил і запитів.  Пізніше того ж місяця він вперше побував на місцях французьких битв і почав планувати нові кладовища та розширювати існуючі.  Голден так описав свій досвід:

Країна — це величезна пустеля, знищена до невпізнання, де колись були села, фруктові сади та родюча земля, тепер розкидана й збурена в безнадійному безладді, без жодного орієнтира, наскільки сягає око, усіяна кущами та неохайністю всього цього Тут і там можна побачити окремо та групами маленькі білі хрестики, що позначають місце, де люди загинули та були поховані.
У вересні 1918 року Голден перейшов до Імперської комісії з військових могил (тепер Комісія з військових могил Великої Британії) у званні майора.  З 1918 по 1928 рік він працював на 69 комісійних цвинтарях.  Спочатку Голден керував креслярським офісом і працював старшим архітектором-дизайнером під керівництвом трьох головних архітекторів у Франції та Бельгії Едвіна Лаченса, Реджинальда Бломфілда та Герберта Бейкера.   Голден працював на експериментальному військовому кладовищі в Луванкурі у Франції та, за словами Гюрста та Кароля, ймовірно, на кладовищі у Форсвілі.   
У 1920 році Голден отримав звання четвертого головного архітектора. Для Комісії він вивчав меморіали зниклим безвісти в Новій Зеландії на британському кладовищі Messines Ridge та новому британському кладовищі Buttes у Зоннебеке.  Його проєкти були позбавлені орнаменту, часто використовуючи просто детальні маси портлендського каменю при будівництві притулків та інших архітектурних елементів.   Історія Комісії Філіпа Лонгворта описує павільйони Голдена на комунальному кладовищі Вімере як «майже жорстоко суворі».
У 1922 році Голден спроєктував Військовий меморіал Gateway для Кліфтонського коледжу в Брістолі, використовуючи комбінацію вапняку та гравеліту, щоб відповідати готичному стилю будівель школи.  Для Британського комітету військових меморіалів він розробив проєкт Залу пам'яті (1918), який мав би виглядати як художня галерея,  а для Нью-Коледжу в Оксфорді він створив проєкт крихітної меморіальної каплиці (1919). Жоден не був побудований. 

### Споруди транспортної галузі в Лондоні

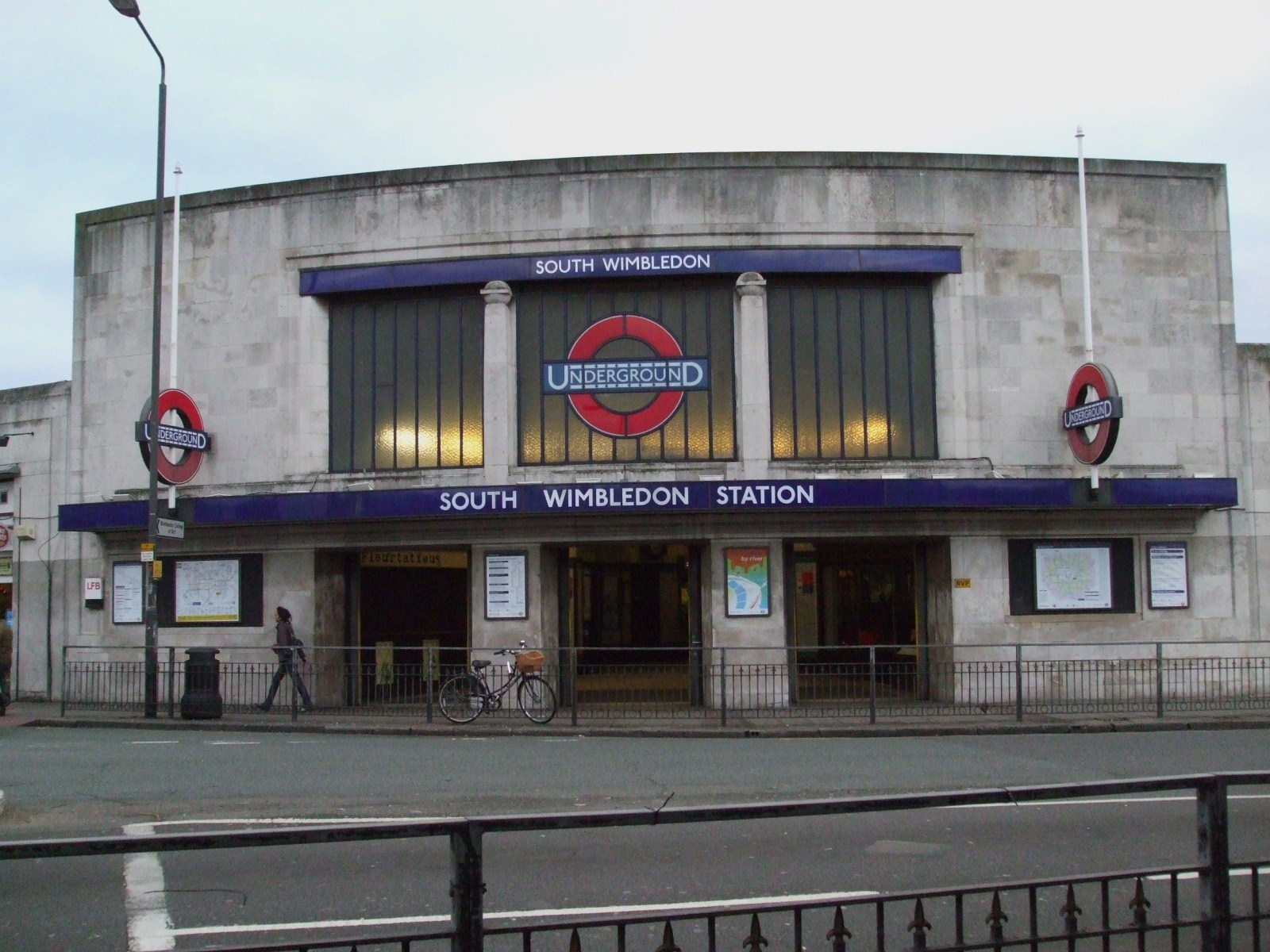
Станція Південний Вімблдон, одна зі станцій продовження залізниці Сіті та Південного Лондона.

Завдяки своїй участі в Асоціації дизайну та промисловості Чарльз Голден познайомився з Френком Піком, генеральним менеджером компанії метрополітенних електричних залізниць Лондона (UERL).  Голден на той час не мав досвіду проєктування споруд для транспортної галузі, але все змінилося завдяки його співпраці з Піком. У 1923 році Пік доручив Голдену спроєктувати фасад для бічного входу на станцію метро Вестмінстер.  Після цього в 1924 році почав проєктувати павільйон UERL для Виставки Британської імперії.  Також у 1924 році Пік доручив Голдену спроєктувати сім нових станцій Лондонського метрополітену в південному Лондоні для продовження метрополітену до Сіті та Південного Лондона (тепер частина Північної лінії) від Клепгем-коммон до Мордена. Ці проекти були визнані кращими, ніж проєкти власного архітектора UERL Стенлі Хіпса. Дизайн проєктів створено у простому модерністському стилі, який він використовував у Франції для військових кладовищ; квиткові зали подвійної висоти облицьовані простим портлендським каменем, що обрамляє засклений екран, кожен з яких адаптований відповідно до розі вулиць більшості станцій.  На екранах зображено схему Лондонського метрополітену, виготовлена із кольорових скляних панелей і розділений кам'яними колонами, увінчаними капітелями. Голден також консультував Heaps щодо створення нових фасадів ряду існуючих станцій на лінії та розробив прожкт нового входу на станцію Бонд-стріт на Центральній лондонській залізниці. 
Наприкінці 1920-х років Голден спроєктував серію нових будівель та фасадів для покращення станцій навколо мережі UERL. Більшість їх було облицьовано портлендським каменем з варіаціями засклених ширм, розроблених для розширення Мордена.  На Пікаділлі-серкус, одній із найжвавіших станцій у Лондонського метрополітену, Голден спроєктував у 1925—1928 році просторий травертиновий циркуляційний зал і квитковий зал під проїжджою частиною перехрестя, з якого ряди ескалаторів давали доступ до платформ нижче. 

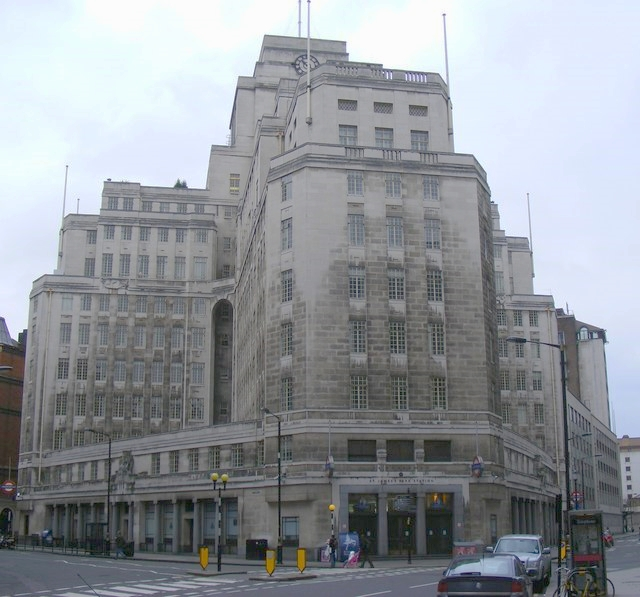
Штаб-квартира UERL на Бродвеї, № 55

У 1926 році Голден розпочав проєктування нової штаб-квартири UERL на Бродвеї, № 55 над станцією Сент-Джеймс-парк. Над першим поверхом будівля зі сталевим каркасом була побудована за хрестоподібним планом і піднімається серією відступаючих ступенів до центральної годинникової вежі висотою 53 метри. Компонування максимізує денне світло всередині будівлі без використання світлових колодязів.  Як і його станції того періоду та його комерційні будівлі до Першої світової війни, фасад суворо облицьований портлендським камнем. Голден знову деталізував фасади замовленими скульптурами; <i id="mwAcM">День</i> і <i id="mwAcQ">ніч</i>, дві композиції Епштейна, розташовані на рівні першого поверху, а серія з восьми барельєфів на сьомому поверсі представляють чотири вітри давньогрецької міфології (по два для кожного зі сторін світу, з кожного боку виступаючих крил).  Будівля внесена до списку I ступеня.
У 1930 році Голден та Пік здійснили тур по Німеччині, Нідерландах, Данії та Швеції, щоб побачити останні розробки в сучасній архітектурі.  UERL планувала розширення лінії Пікаділлі на захід, північний захід і північ від центру Лондона, і вимагався новий тип станції. Адаптувавши архітектурні стилі, які він бачив під час туру, Голден створив функціональні проєкти, що складаються з простих форм: циліндрів, кривих і прямокутників, побудованих із простої цегли, бетону та скла. Розширення на захід і північний захід були над вже існуючими маршрутами лінії Дистрикт, і вимагали перебудови ряду станцій для розміщення додаткових колій або заміни оригінальних основних будівель. Садбері Таун, перша станція, яка була перебудована в 1931 році, стала своєрідним шаблоном для багатьох інших нових станцій, які з'явилися за нею: висока прямокутна цегляна коробка з бетонним плоским дахом і панелями з вертикальним склінням, які пропускають світло всередину. Певзнер описав будівлю II ступеня* як «видатний приклад того, наскільки задовільними можуть бути такі невибагливі будівлі, лише завдяки ретельному використанню деталей і вивірених пропорцій».  
 
Для станції Арнос-гроув, однієї з восьми нових станцій на північному продовженні лінії, Голден змінив прямокутну коробку на круглий барабан, дизайн, натхненний будівлею Стокгольмської громадської бібліотеки Гуннара Асплунда.  На північній частині лінії також відома станція Саутгейт; для неї Голден спроєктував одноповерхову круглу будівлю з навісним плоским дахом. Центральна частина даху здіймається вгору на безперервній горизонтальній смузі вікон, що підтримуються зсередини однією центральною колоною. Будівля увінчана освітленою частиною, увінчаною бронзовою кулею.  Інші станції показують вплив роботи Віллема Марінуса Дудока в Гілверсумі в Нідерландах.  Щоб впоратися з таким великим обсягом роботи, Голден делегував значну відповідальність за проєктування своїм помічникам, зокрема, Чарльзу Хаттону, який взяв на себе керівництво зведенням станції Арнос-Гроув. Для деяких інших станцій лінії Пікаділлі проєктування було виконано власною компанією Stanley Heaps або іншими архітектурними практиками. Усі дотримувалися сучасного стилю будинків із цегли, скла та бетону, визначеного Голденом , але деяким бракувало оригінальності архітектора та уваги до деталей; Пік охрестив ці станції «гольденськими».  

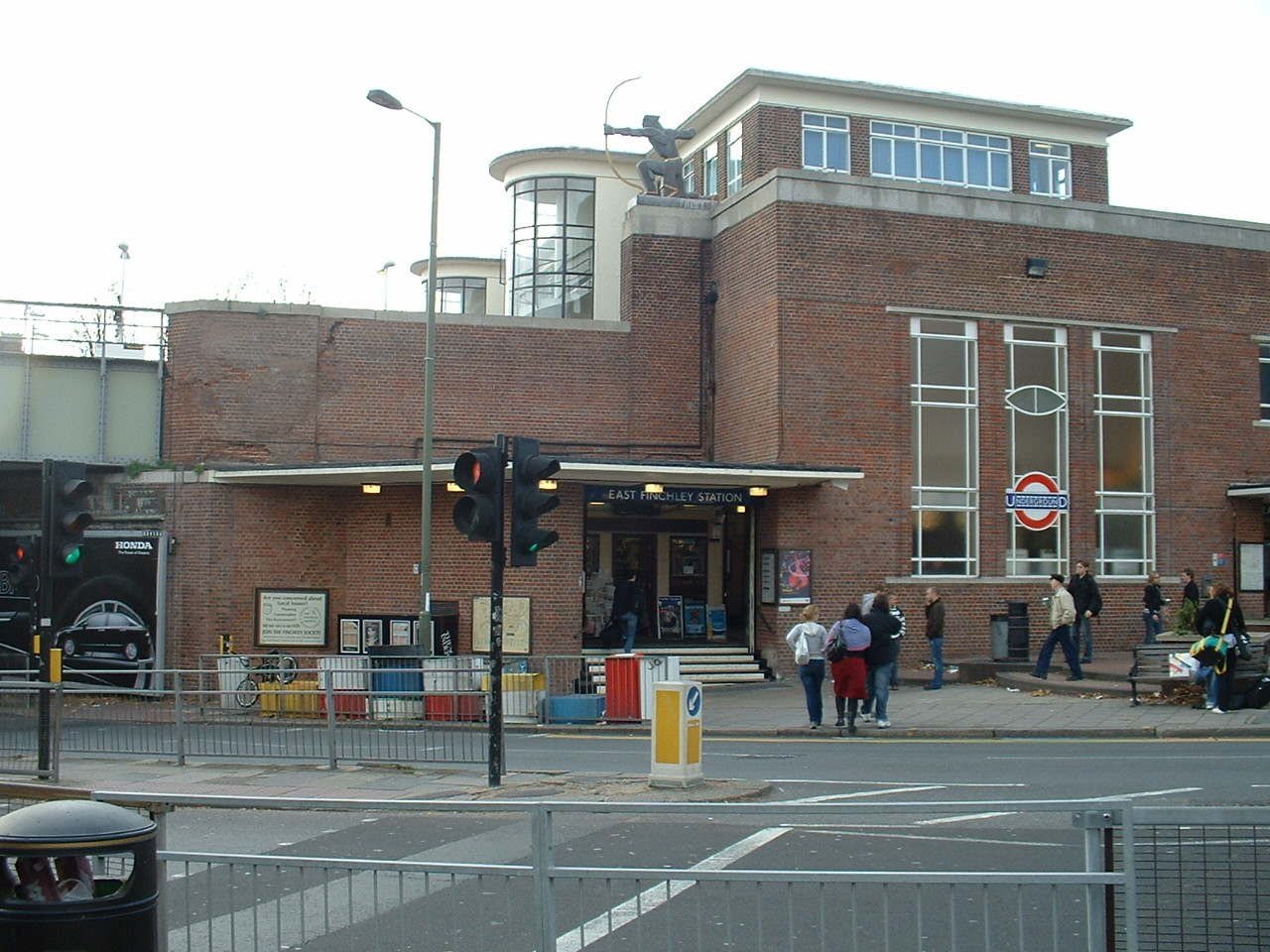
Станція метро Іст-Фінчлі

UERL став частиною Лондонської ради пасажирських перевезень в 1933 році, але основна увага зосереджувалася на високоякісному дизайні. Під керівництвом Піка увага Голдена до деталей та ідея інтегрованого дизайну поширилися на всі частини транспортної мережі Лондона, від проєктування автобусних і трамвайних зупинок до нового типу шестиколісного омнібуса. Наприкінці 1930-х років Голден спроєктував допоміжні станції метрополітену в Гайгейті, Іст-Фінчлі та Фінчлі-Сентрал, а також нові станції в Елстрі-Саут та Буші-Хіт для розширення Північної лінії.  До своїх проєктів Голден включав скульптури, пов'язані з місцевою історією ряду станцій: Діка Віттінгтона для Гайгейта , римського центуріона в Елстрі-Південному  та лучника для Іст-Фінчлі.   Значна частина проєкту була відкладена невдовзі після початку Другої світової війни, а пізніше була скасована.  Лише станція Іст-Фінчлі була повністю завершена, частково — Гайгейт; інші плани були скасовані. Станція Іст-Фінчлі розташована на набережній, а доступ до платформ здійснюється знизу. Завдяки цьому Голден надав офісний простір для персоналу над коліями, доступ до яких здійснюється через напівкруглі засклені сходи з платформ. Ерік Омоньє спроєктував статую Стрілець, що стала визначною особливістю станції.

Останні проєкти Голдена для лондонської підземки — це три нові станції для розширення Центральної лінії на північному сході Лондона.  Вони були розроблені в 1930-х роках, але також були відкладені через війну і не були завершені до 1947 року. Післявоєнні заходи жорсткої економії знизили якість використовуваних матеріалів у порівнянні зі станціями 1930-х років, і будівля станції Вонстед була перероблена з тимчасової споруди, побудованої під час використання лінії під землею в ході другої світової війни.  На Ґантс-Хілл можна потрапити через підземні переходи, і там немає будівлі станції, але вона відома дизайном залу на рівні платформи, який має склепінчасту стелю, натхненну станціями Московського метророполітену. 

### Лондонський університет

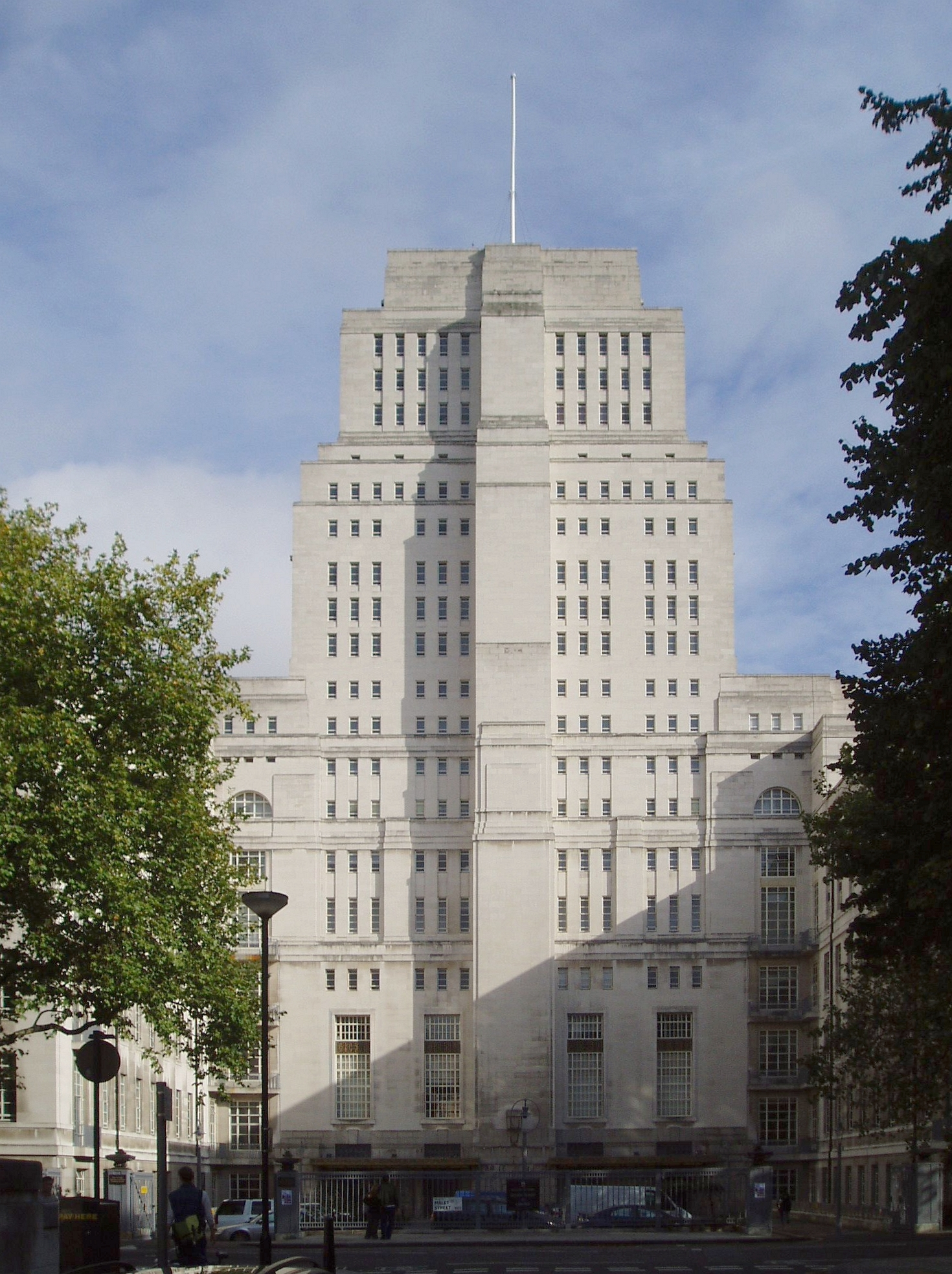
Будинок Сенату, де розташовані офіси та бібліотека Лондонського університету.

Після Першої світової війни Лондонський університет потребував заміни своїх переповненого приміщень у Кенсінгтоні. Було придбано ділянку в Блумзбері поблизу Британського музею, і в 1931 році Голдену було доручено спроєктувати нові будівлі, частково завдяки успіху будинку на Бродвеї, № 55.  Його початковий план передбачав єдину структуру, що охоплює всю територію, довжиною майже 370 метрів від Монтегю-Плейс до Торрінгтон-стріт. Передбачався центральний хребет, з'єднаний серією крил із фасадом по периметру та охоплюючи низку внутрішніх дворів. Схему мали увінчувати дві вежі: менша на півночі та 19-поверховий будинок сенату висотою 64 метри. 
Будівництво розпочалося в 1932 році, але через нестачу коштів проєкт було поступово переглянуто та скорочено, і лише будинок Сенату та бібліотека були завершені в 1937 році, а будівлі для Інституту освіти та Школи сходознавства були завершені пізніше.  Проєкт передбачав фасади з несучої цегляної кладки, облицьовані портлендським каменем. Не здійснився і намір Голдена прикрасити будівлю скульптурою.   Як і у своїх попередніх будівлях, архітектор також підготував проєкти для окремих елементів дизайну інтер'єру.   З моменту завершення будівництва до 1957 року це була найвища офісна будівля в Лондоні. 
Думки Палати представників Сенату розділилися. Певзнер описав його стиль як «дивно напівтрадиційний, нерішучий модернізм» і резюмував: «Дизайн, безумовно, не має такої енергійності та прямоти, як менші станції метро Чарльза Голдена».  Інші описували його як сталінський  або як тоталітарний через надто великий масштаб.  Архітектор- функціоналіст Еріх Мендельсон писав Голдену в 1938 році, що він був «дуже захоплений і … переконаний, що в Лондоні немає кращої будівлі.»  Історик Арнольд Віттік описав будівлю як «статичну масивну піраміду». … очевидно, розраховану на тисячу років", але вважав, що «інтер'єр приємніший, ніж зовнішній вигляд. По суті, панує атмосфера гідності, спокою та спокою, які асоціюються з архітектурою Стародавньої Греції.»  Початок Другої світової війни завадив будь-якому подальшому прогресу в повній схемі, хоча Адамс, Голден та Пірсон проєктували далі будівлі для університету на околицях Лондона.

### Містобудування
Практично не вводячи нових робіт, Голден під час війни, планував реконструкцію, яка знадобилася після її завершення.  Голден був членом комітету RIBA з дванадцяти осіб, який формулював політику інституту щодо післявоєнної реконструкції. Містобудівні ідеї Голдена передбачали перенесення промисловості з міст до нових промислових центрів на зразок Порт-Санлайта або Борнвіля, де робітники могли б жити поруч зі своїм робочим місцем. Нові промислові центри мали з'єднуватися з існуючими містами новими швидкісними дорогами, а реконструкція центрів міст буде планувалася для забезпечення більш відкритого простору навколо адміністративних центрів. 
У 1944—1945 роках Голден створив плани реконструкції Кентербері у графстві Кент, разом із міським архітектором Гербертом Міллсоном Ендербі.  Кентербері було сильно пошкоджено бомбардуванням Люфтваффе, включаючи рейди Бедекера в травні та червні 1942 року. Голден та Ендербі намагалися зберегти більшу частину колишнього міста, але планували примусову викуп 30-гектарної площі у центрі міста для масштабної реконструкції, включаючи будівництво нової громадської дороги від собору до нової ратуші. За межами міста вони планували об'їздину та кільцеву автомобільні дороги в радіусі двох миль (3,2 кілометра) від центру. Незважаючи на те, що план був схвалений міською владою, він викликав широку опозицію з боку жителів і власників, а «Асоціація захисту громадян Кентербері» випустила альтернативний план, перш ніж взяти під контроль раду на місцевих виборах у листопаді 1945 року. Зміна в адміністрації поклала край пропозиціям, хоча новий план, підготовлений у 1947 році без участі Голдена та Ендербі, зберіг деякі їхні ідеї, включаючи кільцеву дорогу. 
Перший план реконструкції лондонського Сіті був створений міським інженером Ф. Дж. Форті та опублікований у 1944 році. Він викликав значну критику, і Вільям Моррісон, міністр містобудування, звернувся до корпорації Лондонського Сіті з проханням підготувати новий план. До Голдена звернулися з проханням, і він погодився за умови долучення до проєктування Вільяма Голфорда. План Лондонського Сіті Голдена та Голфорда (1946—1947) рекомендував пом'якшити суворі обмеження щодо висоти, встановлені в столиці, і вперше в Лондоні використати розрахунки співвідношення площ у процесі планування, щоб можна було спроектувати будівлі площею до у п'ять разів більше площі землі.   Для зруйнованої бомбами території навколо собору Святого Павла Голден запропонував нову ділянку, навколо якої розмістили б будівлі, щоб забезпечити чіткий вид на собор, і від якої виходили нові церемоніальні маршрути. Висота будівель буде строго визначена, щоб захистити ці види. План був прийнятий міністром міського планування в 1948 році та був включений до ширшого Плану розвитку Лондона. 
У 1947 році Голден запланував проєкт від імені Лондонської ради округу для південного берега річки Темзи між Округом Голл та мостом Ватерлоо  , включаючи план концертного залу з архітектором ради Едвіном Вільямсом. Схема привернула мало уваги та була майже негайно замінена планами забудови території як місця Фестивалю Британії.   Голден також був консультантом з питань архітектури та планування Единбурзького університету та району Тайнмут.

### Останні роки
Незважаючи на те, що Чарльз Голден поступово зменшував своє робоче навантаження, на початку 1950-х років він усе ще продовжував ходити в офіс три дні на тиждень. Формально він пішов на пенсію лише в 1958 році у 83-річному віці, але навіть тоді час від часу навідувався. Маргарет Голден померла в 1954 році після тривалої хвороби, через яку вона майже осліпла з середини 1940-х років. В останнє десятиліття свого життя Голден був фізично слабшим, і за ним доглядала його племінниця Мінні Грін. 
Одним із останніх публічних виступів Голдена стало нагородження Королівської золотої медалі RIBA Ле Корбюзьє в 1953 році. Останнім проєктом, над яким працював Голден, була будівля штаб-квартири компанії English Electric в Олдвічі, яка піддавалася значній критиці. У 1952 році Голден спроєктував монолітну кам'яну будівлю навколо внутрішнього двору. У 1955 році Рада графства Лондона переконала компанію English Electric відкласти цей проєкт і провести обмежений архітектурний конкурс на новий проєкт. Adams, Holden & Pearson подали проєкт, але були розкритиковані сером Джоном Бернетом, Tait and Partners. Коли пізніше ця практика відмовила серу Джорджу Нельсону в проханні змінити дизайн фасадів, Adams, Holden & Pearson були призначені повторно, а Чарльз Голден переглянув конкурсну заявку. Новий дизайн розкритикувала Королівська комісія з образотворчого мистецтва, і один із партнерів Голдена оновив дизайн, який Певзнер описав як «нудну, мляву будівлю з кам'яним обличчям, нічого не рекомендуючи».  
Голден помер 1 травня 1960 року. Його кремували в Енфілдському крематорії, а прах розвіяли в саду Будинку зустрічей друзів у Гертфорді. 2 червня 1960 року відбулася меморіальна служба в Новій церкві Святого Панкраса, де в 1914 році Голден розробив вівтар. Некрологи публікувалися в щоденних газетах The Manchester Guardian, The Times та The Daily Telegraph і в періодичних виданнях будівельної індустрії, включаючи The Builder, Architectural Review, Journal of the Royal Institute of British Architects і Journal of the Town Planning Institute. Загалом некрологи позитивно оцінювали ранні проєкти Голдена та станції лондонського метро, нейтрально ставилися до Сенату та негативно відгукувалися про пізніші його проєкти. Будинок Harmer Green із внутрішньою обстановкою були продані з аукціону, а виручені кошти залишилися членам родини. Голден також залишив 8400 фунтів стерлінгів друзям і співробітникам та 2000 фунтів стерлінгів на благодійність. 

## Особливості архітектурного стилю
Голден визнав, що його архітектурний стиль поставив його в «досить цікаве становище, не зовсім модне, і не зовсім поза нею; недостатньо традиціоналіст, щоб догодити традиціоналістам, і недостатньо модерніст, щоб догодити модерністам». Він вважав, що головною метою дизайну було досягнення «відповідності меті» , і неодноразово закликав до стилю архітектури, який уникав би непотрібних архітектурних прикрас.
У 1905 році в есе під назвою «Якби Вітмен був архітектором» Голден анонімно благав архітекторів про нову форму сучасної архітектури: «Часто я чую про славу архітектури стародавньої Греції; про гордих римлян; похмурого Єгипту, я чую також хвалу величезній Візантії та високому Середньовіччю. Але про славу архітектури модерну я ніколи не чув. Приходьте, сучасні будівлі, приходьте! Скинь мантію обману; ваші карнизи, пілястри, ліпнини, смуги, сувої; за ними всіма, за вашими гідними пропорціями, вашими мальовничими угрупованнями, вашими мистецькими ремеслами та перебільшеними техніками; за ними та за ними всіма ховається той, кого я люблю.» 
У своїй промові 1936 року під час вручення Королівської золотої медалі RIBA Голден визначив свою позицію: «Це було не стільки питання створення нового стилю, скільки відмова від тих інкрустацій, які враховували стиль. …зовнішні прикраси не мали структурного значення». Його метод полягав у тому, щоб зосередитися на «тих більш постійних базових факторах архітектури, плані, площинах і масах, що виникають із плану». Він описав свою ідеальну будівлю як таку, «яка природно і неминуче приймає форму, контрольовану планом, метою та матеріалами. Будівля, яка надає можливості для вправ, навичок і задоволення від роботи не лише дизайнерам, але й багатьом майстрам, які працюють у будівлі, і мешканцям будівлі».
В есе про архітектуру 1957 року він писав: «Я не шукаю стилю, ні старовинного, ні сучасного, я хочу архітектуру, яка є наскрізь доброю будівлею. Будівля, запланована для певної мети, побудована методом і з використанням матеріалів, старих чи нових, найбільш відповідних меті, якій будівля повинна служити»

## Визнання та спадок
Голден виграв Лондонську архітектурну медаль RIBA за 1929 рік (нагороджена в 1931 році) за будівлі на Бродвеї, № 55.  У 1936 році він був нагороджений Королівською золотою медаллю RIBA за свою роботу.  Він також обирався віце-президентом RIBA з 1935 по 1937 рік і членом Королівської комісії образотворчого мистецтва з 1933 по 1947 рік  У 1943 році Голден був призначений Королівським дизайнером промисловості для проєктування споруд станцій підземки.  У 1936 році Манчестерський університет та Лондонський університет у 1946 році йому присвоїли почесні докторські ступені  Багатьом будівлям Голдена було надано статус зареєстрованих, що захищає їх від знесення та несанкціонованих змін.
Голден відхилив запрошення стати членом Королівської академії мистецтв у 1942 році, оскільки раніше був номінований, але відмовився через його зв'язок з Епштейном.   Він двічі відмовлявся від лицарського титулу, в 1943 та 1951 роках, оскільки вважав, що це суперечить його простому стилю життя та вважав архітектуру процесом співпраці.   
RIBA зберігає колекцію особистих документів Голдена та матеріалів від Adams, Holden & Pearson. RIBA влаштував виставки його робіт у галереї Heinz у 1988 році та в Музеї Вікторії та Альберта з жовтня 2010 року по лютий 2011 року.  Публічний будинок біля станції метро Кольєрс-вуд отримав назву «The Charles Holden», на честь архітектора.

### Загальні
- Charlesholden.com (коротке знайомство з Holden)
- Центральна бібліотека Брістоля (дивлячись на путівник по будівлях однієї з будівель Холдена)
- Underground Journeys: проекти Чарльза Холдена для London Transport (онлайн-виставка від Королівського інституту британських архітекторів)
- Карта споруд лондонського метро, які були спроектовані або натхненні Холденом (з виставки RIBA)

### Галереї зображень
- Фотографічний архів Лондонського транспортного музею (результати пошуку для «Чарльза Холдена»)
- Фотоархів RIBA (результати пошуку «Чарльз Холден»)
- Charlesholden.com (галерея зображень)

### Портрети
- Чарльз Голден у повсякденному житті (з фотоархіву LTM)
- Чарльз Голден, художник Френсіс Додд, 1915 (з Національної портретної галереї)